# Петерс, Дмитрий
Дмитрий Петерс (нем. Dimitri Peters; 4 мая 1984, пос. Глядень, Благовещенский район, Алтайский край, СССР) — немецкий дзюдоист, выступает в весовой категории до 100 кг.
Эмигрировал в 1992 г. в Германию. Начал заниматься дзюдо в возрасте 11 лет в г. Ротенбурге. С 2002 года тренируется в Ганновере, где получил профессиональное образование по специальности механика. С осени 2006 г. Дмитрий Петерс занимался по программе Sportfördergruppe Бундесвера. В 2005 г. выиграл золото на чемпионате Европы в категории до 23 лет. Годом позже выиграл бронзовую медаль на чемпионате Европы 2006 в г. Тампере. На чемпионате Европы по дзюдо 2011 года в Стамбуле дзюдоист вместе со своей командой выиграл бронзовую медаль. На Олимпийских играх 2012 года в Лондоне выиграл бронзовую медаль.

## Достижения
- Бронзовый призёр на Олимпийских играх 2012 (Лондон)
- Бронзовый призёр чемпионата мира 2013 (Рио-де-Жанейро), 2015 (Астана)
- Бронзовый призёр чемпионата Европы 2006 (Тампере)
- Бронзовый призёр чемпионата Европы 2011 (командное первенство) (Стамбул)
- Чемпион Европы 2005 (до 23 лет) (Киев)